# 船員
船員（せんいん、英: sailorあるいはseamanあるいはmarinerあるいはseafarer）とは、船舶に乗り組んで海上で働く人々の総称。船乗り（ふなのり）とも。古くは船方（ふなかた）とも言った。
20世紀以降、技術の進歩により省力化が進み、無人運航船・無人水上艇なども見られるようになった。

## 世界の船乗りの概説

### 世界の統計、船員の数
（船員の全部ではなく、一部ではあるが）
International Chamber of Shipping（ICS）の情報によると、世界の、外航商船の船員は1,647,500人（約165万人）におよぶと推計されている。そのうちofficer（上級船員）は774,000人（77.4万人）。その他（部員）が873,500人（87.4万人）

### 供給国
船員を供給している国のトップ5は、中国、フィリピン、インドネシア、ロシア、ウクライナとなっている。なおratings（部員）の供給に関しては、フィリピンからが最大で、以下、中国、インドネシア、ロシア、ウクライナと続く。一方officer（上級船員）の供給元としては、中国が1位で、以下フィリピン、インド、インドネシア、ロシアと続く。

### 需要
世界で必要とされている船員の数は、産業的に見て、1,545,000人と推計されており、必要とされているオフィサーの数は790,500人、必要とされている部員の数は754,500人。

### 需給関係
現状の需要と供給の対比をしてみると、オフィサーは16,500人ほど足りておらず、部員のほうは（反対に）119,000人ほど供給過剰である。
今後オフィサーの供給は漸増してゆくと予測されているが、その増加量は今後の需要の増加に追いついていない、と見られている。
日本海洋事業のように船員を派遣する企業もある。

### その他
（2020年のコロナ禍で、2020年5月時点で、ICSによれば世界で15万人ほどの船員が、数か月の勤務を終えたにもかかわらず、下船することができず船上にとどまり仕事を続けなければならない状態に陥った。
- 船橋内の、船長と水先人
- バウスプリット上で仕事中の、帆船の船長
- 仕事の合間、休憩時に、甲板上でアコーディオンを弾く船乗り（1932～1933年ころ）
- アメリカ沿岸警備隊の「Quillayete号」の船員（写真右側）が非番で陸に上がった時に、灯台職員（左）とその娘と一緒に撮った写真（1940年）

## 種類・分類
さまざまな分類法がある。
ひとつの分類法は、乗り込む船舶の種類で分類する方法である。
たとえば、乗り込む船を 商船 / 漁船 / 港湾業務のための船 ...などと分類する場合に、それぞれの船員を 商船船員 / 漁船船員 /港湾船員　などと分類する方法である。
また乗り込む船舶の航行領域によって分類する方法もある。商船などでは航行する海域が、外洋（外海）/ 近海　/ 内海　で区別して、外航船 / 近海船 / 内航船　と分類されることがあるが、その場合に、それぞれに乗り込む船員が、外航船員 / 近海船員 / 内航船員　と分類されることがある。 
また船員のそれぞれの職務内容によって分類する方法もある。船長 / 航海士 / 甲板員 / 機関長 / 機関士 / 機関員 / 通信士 / 事務長 / 調理員 / 船医 等々である。各職の位置づけは、世界でおおむね共通ではあるが、各国の法規によって微妙に異なる面もある。
船員法第一章総則において、「船内で使用される船長以外の乗組員で労働の対償として給料その他の報酬を支払われる者」を海員と呼ぶ。「航海士、機関長、機関士、通信長、通信士及び国土交通省令で定めるその他の海員」を職員と呼び、それ以外は部員として扱われる。

### 海員の遺棄、船員遺棄
船員法の第百二十五条で、海員を外国で遺棄した場合、船長は「二年以下の拘禁刑又は五十万円以下の罰金に処する」こととなっている。
国際労働機関（ILO）と国際海事機関（IMO）が共同で海員の遺棄についての情報を集めている Joint Database on Abandonment of Seafarers というデータベースを運用している。また、海員の遺棄は、給料の未払い、送還費用や手続き、食料や医療の欠如など多くの問題を抱えることとなるため、ILOとIMOは連携して外交努力によって海員の遺棄問題の解決にあたっている。

## 階級
船員は、
- 幹部たる officer （オフィサー。職員[10]、士官[11]）。

1. 船長（Captain キャプテン、Master マスター。階級章：金筋4条）
3. 一等航海士（Chief Officer チーフオフィサー；チョッサー。階級章：金筋3条）
4. 二等航海士（Second Officer セコンドオフィサー；セコンドフサー。階級章：金筋2条）
5. 三等航海士（Third Officer サードオフィサー；サードフサー。階級章：金筋1条）
2. 機関長（Chief Engineer チーフエンジニア。階級章：金筋4条+紫線。職務上は船長の指揮を受けるが、居室グレード〈スイートルーム〉など待遇は船長と同等）
3. 一等機関士（First Engineer ファーストエンジニア。階級章：金筋3条+紫線）
4. 二等機関士（Second Engineer セコンドエンジニア。階級章：金筋2条+紫線）
5. 三等機関士（Third Engineer サードエンジニア。階級章：金筋1条+紫線）
- それ以外の crew（クルー。部員）。

〈甲板部〉
6. 甲板長（Boatswain ボースン）
7. 操舵手（Quarter Master コーターマスター）
8. 甲板員
〈機関部〉
6. 操機長（No. 1 Oiler ナンバン）
7. 操機手（Oiler オイラー）
8. 機関員
の2区分に分かれ、それぞれに階級がある（階級に付した数字は序列を示す）。

## 船員と日本の法規
| 海軍に相当 | 船員の区分 | 海員の区分 | 甲板部                       | 機関部                         | 無線部                                      | 事務部                   | 事務部                   | 事務部 | 事務部 | 衛生部 |
| ---------- | ---------- | ---------- | ---------------------------- | ------------------------------ | ------------------------------------------- | ------------------------ | ------------------------ | ------ | ------ | ------ |
| 士官       | 高級船員   | 船長       | 船長                         | 船長                           | 船長                                        | 船長                     | 船長                     | 船長   | 船長   | 船長   |
| 士官       | 高級船員   | 高等海員   |                              | 機関長                         |                                             |                          |                          |        |        |        |
| 士官       | 高級船員   | 高等海員   | 一等運転士（後の一等航海士） | 一等機関士                     | 主任通信士/首席通信士（後の一等船舶通信士） | 事務長                   | 事務長                   | 事務長 | 事務長 | 船医   |
| 士官       | 高級船員   | 高等海員   | 二等運転士（後の二等航海士） | 二等機関士                     | 通信士（後の二等船舶通信士）                | 事務員                   | 事務員                   | 事務員 | 事務員 | 船医   |
| 士官       | 高級船員   | 高等海員   | 三等運転士（後の三等航海士） | 三等機関士                     | 通信士（後の三等船舶通信士）                | 事務員                   | 事務員                   | 事務員 | 事務員 | 船医   |
| 士官       | 高級船員   | 高等海員   | 航海実習生                   | 機関実習生                     | 無線実習生                                  |                          |                          |        |        |        |
| 准士官     | 普通船員   | 普通海員   | 甲板長                       | 操機長                         |                                             | 事務補（貨物係）・司厨長 | 事務補（貨物係）・司厨長 |        |        |        |
| 下士官     | 普通船員   | 普通海員   | 船匠・一等操舵手             | 一等操機手                     |                                             | 一等司厨手               | 一等調理手               |        |        | 看護手 |
| 下士官     | 普通船員   | 普通海員   | 二等操舵手                   | 二等操機手                     |                                             | 二等司厨手               | 二等調理手               |        |        |        |
| 下士官     | 普通船員   | 普通海員   | 甲板庫手                     | 機関庫手・副罐手（後の操罐手） |                                             | 司厨庫手                 | 司厨庫手                 |        |        |        |
| 兵         | 普通船員   | 普通海員   | 一等甲板員                   | 一等機関員                     |                                             | 一等司厨員               | 一等調理員               | 洗濯人 | 理髪師 | 看護婦 |
| 兵         | 普通船員   | 普通海員   | 二等甲板員                   | 二等機関員                     |                                             | 二等司厨員               | 二等調理員               |        |        |        |
| 兵         | 普通船員   | 普通海員   | 三等甲板員                   | 三等機関員                     |                                             | 三等司厨員               | 三等調理員               |        |        |        |
| 兵         | 普通船員   | 普通海員   | 甲板員見習                   | 機関員見習                     |                                             | 司厨員見習               | 調理員見習               |        |        |        |

日本の船員法では、「船員」とは、日本船舶又は日本船舶以外の国土交通省令で定める船舶に乗り組む船長及び海員並びに予備船員をいう（船員法1条1項）。「海員」とは船内で使用される船長以外の乗組員で労働の対償として給料その他の報酬を支払われる者であり（船員法2条1項）、「予備船員」とは日本船舶又は日本船舶以外の国土交通省令で定める船舶に乗り組むため雇用されている者で船内で使用されていないものをいう（船員法2条2項）。
船員法で「職員」とは航海士、機関長、機関士、通信長、通信士及び国土交通省令で定めるその他の海員をいい（船員法3条1項）、「部員」とは職員以外の海員をいう（船員法3条2項）。
- 船員
  - 船長
  - 海員 - 船内で使用される船長以外の乗組員で労働の対償として給料その他の報酬を支払われる者（船員法2条1項）
    - 職員 - 航海士、機関長、機関士、通信長、通信士及び国土交通省令で定めるその他の海員（船員法3条1項、事務長・事務員・船医など）
    - 部員 - 職員以外の海員（船員法3条2項）。例としては甲板長、操機長、司厨長などである。

  - 予備船員 - 日本船舶等に乗り組むため雇用されている者で船内で使用されていない者（船員法2条2項）。

船舶職員及び小型船舶操縦者法では、「船舶職員」とは、船舶において、船長の職務を行う者（小型船舶操縦者を除く。）並びに航海士、機関長、機関士、通信長及び通信士の職務を行う者をいう（船舶職員及び小型船舶操縦者法2条2項）。
階級として、海技士の免許（海技免許）を持った船舶職員と海技免許を持たない部員の大きく2つに分けられ、日本では船員手帳に履歴として雇い入れ職名が記載される。その職務は次のようなものがある。
- 船舶職員
  - 船長
  - 航海士 - 甲板長を兼務することがある一等航海士は、航海士の中から選任する。
  - 機関士 - 機関長は機関士の中から選任する。
  - 通信士 - 通信長は通信士の中から選任する。
- 部員
  - 甲板部員 - 海技免状を有しない甲板・航海関係の職務に就く船員。
  - 機関部員 - 海技免状を有しない機関関係の職務に就く船員。
  - 司厨部員 - 特定の船舶における司厨長は船舶料理士の資格所持者の中から選任する。
  - 事務部員 - 船内の庶務に従事する船員（前述のとおり船舶職員の待遇を受ける）。
  - 医務部員 - 船内の医務・衛生管理に従事する船員（前述のとおり船舶職員の待遇を受ける）。

なお、国際航海（外国航路）の船舶に乗り組む船員を外航船員、国内航路の船舶に乗り組む船員を内航船員、漁船に乗り組む船員を漁船員という。
船員の労働時間、休日、年次有給休暇等は、海上労働の特殊性から、労働基準法の規定の大部分が適用されず（労働基準法第116条）、別途船員法で定められている。また、医療保険制度についても、一般労働者の健康保険ではなく、船員の特殊事情を加味した船員保険（かつては一般の労災保険、雇用保険、厚生年金も統合されていた）に加入することとなる。
船員が職務上死亡したときは、船舶所有者は、遅滞なく、国土交通省令の定める遺族に標準報酬の月額の36箇月分に相当する額の遺族手当を支払わなければならない。
船員が職務上の負傷又は疾病に因り死亡したときも同様とする。
日本の船員については、船員法も参照。
日本の法規関連
- 船員法
- 海技従事者
- 船舶職員及び小型船舶操縦者法

## 船乗りの文化
- 船乗りの迷信（英語版） - ウサギを載せたら沈没するなど。
- 船乗りの入れ墨（英語版） - 事故で水死した際に身元を確認するため、安全祈願として彫り物をした。
- セーラー服、ベルボトム、オイルスキン（英語版）、イマーションスーツ、マリニエール（英語版）、テルニャシュカ
- カットラス(舶刀、水兵刀) - 狭い船上で扱いやすく、ロープを切るのに使われる。
- ハンモック - 船の揺れと同調するため寝ている人の揺れを抑え、船員がハンモックから落ちないようになっていた。
- ボースン（英語版）(水夫長)の笛。ボースンズコール（英語版）
- 赤道祭 - 初めて赤道を通過した船員を祝うイベント
- Keelhauling（英語版） - 竜骨くぐりの刑。縄を付けた船員を船の片方から沈め、もう片方で釣り上げる処刑法。船底についたフジツボなどによって傷付きながら窒息。
- Seemannssonntag（ドイツ語版） - 船乗りの日曜日の意。帆船は金曜日に出向しないため、木曜日の作業は簡単になり、食事も良いものが食べられたことから。
- 船乗り言葉（ドイツ語版） - 多くの言語圏で活動するため船乗り特有の言い廻しなどがある。操船に使う言葉は操舵号令という[21]。
  - 沖言葉 - 漁師などが使うことを嫌がった忌み言葉[22]
  - ようそろ
  - クロックポジション - 船の正面を0時方向として、指示が出される。
    - おもかじ、取舵 - 船の正面からみて干支の方角に舵をきることから。

労働歌
- シーシャンティ
- ソーラン節